# Mephitinae
Mephitinae – podrodzina ssaków z rodziny skunksowatych (Mephitidae).

## Zasięg występowania
Podrodzina obejmuje gatunki występujące w Ameryce.

## Podział systematyczny
Do podrodziny należą następujące występujące współcześnie rodzaje:
- Conepatus J.E. Gray, 1837 – skunksowiec
- Mephitis É. Geoffroy Saint-Hilaire & F. Cuvier, 1795 – skunks
- Spilogale J.E. Gray, 1865 – skunksik

Opisano również gatunki wymarłe:
- Brachyopsigale Hibbard, 1954[8]  – jedynym przedstawicielem był Brachyopsigale dubia Hibbard, 1954
- Brachyprotoma B. Brown, 1908[9]
- Buisnictis Hibbard, 1950[10]
- Martinogale Hall, 1930[11]
- Osmotherium Cope, 1896[12] – jedynym przedstawicielem był Osmotherium spelaeum Cope, 1896
- Pliogale Hall, 1930[13]